# Sōryū (lớp tàu ngầm)
Tàu ngầm lớp Sōryū (tiếng Nhật: そうりゅう) hay 16SS là lớp tàu ngầm điện-diesel do Mitsubishi Heavy Industries và Kawasaki Heavy Industries hợp tác chế tạo cho Lực lượng Phòng vệ trên biển Nhật Bản (JMSDF). đóng cho Lực lượng Phòng vệ trên biển Nhật Bản (JMSDF). Sōryū là mẫu cải tiến của tàu ngầm lớp Oyashio, đây hiện là loại tàu ngầm mới nhất hoạt động trong lực lượng tự vệ biển, nó có kích thước lớn hơn bất kỳ loại tàu ngầm nào do Nhật Bản đóng sau chiến tranh thế giới thứ hai. Loại tàu ngầm này có thể phân biệt dễ dàng với loại tàu ngầm Oyashio trước đó nhờ đuôi bánh lái có hình chữ X độc đáo và đặc trưng (trong khi hầu hết các tàu ngầm hiện nay có bánh lái chữ thập).
Đây là lớp tàu ngầm sử dụng hệ thống động cơ đẩy không phụ thuộc không khí (AIP, Air Independent Propulsion) đầu tiên của Nhật Bản. Từ tàu SS-501 Sōryū đến SS-510 Shōryū được lắp đặt động cơ AIP Stirling Model V4-275R do Kawasaki Heavy Industries sản xuất theo giấy phép của Saab Kockums AB (Thụy Điển). Loại động cơ này cho phép chúng hoạt động liên tục dưới nước đến 2 tuần liền mà không cần phải nổi lên để nạp lại oxi. Riêng hai tàu SS-511 Ōryū và SS-512Toryū, JMSDF đã tiến hành nâng cấp hệ thống động cơ của tàu, sử dụng loại ắc quy lithium-ion mới thay cho loại ắc quy chì-axit truyền thống, cho phép tàu có thể ở dưới nước lâu hơn. Chi phí đóng mới của một tàu ngầm lớp Soryū ước tính khoảng 540 triệu USD.
Vào năm 2019, thế hệ kế tiếp của lớp Sōryū, tàu ngầm lớp Taigei, bước vào giai đoạn chế tạo hàng loạt.

## Quy ước đặt tên
Các tàu ngầm của Nhật Bản kể từ sau Chiến tranh thế giới thứ hai đều được đặt tên theo các dòng hải lưu. Năm 2009, JMSDF đã tiến hành thay đổi quy ước đặt tên, các lớp tàu ngầm mới sẽ được đặt tên theo các sinh vật thần thoại. Sōryū (そ う り ゅ う) có nghĩa là Thanh long (rồng xanh) trong tiếng Nhật và có chung tên với tàu sân bay IJNS Sōryū thuộc Hải quân Đế quốc Nhật (IJN) trong Chiến tranh thế giới thứ hai, bị đánh chìm trong Trận chiến Midway.

## Thiết kế
Chiến tranh thế giới thứ hai đã dạy cho người Nhật nhiều bài học đắt giá. Là quốc đảo nằm giữa biển, nghèo tài nguyên và ít đất canh tác. Phần lớn hoạt động của nền kinh tế Nhật Bản phụ thuộc vào nhập khẩu. Do đó, việc duy trì hoạt động các tuyến đường biển, đường không có ý nghĩa sống còn đối với Tokyo.
Những năm Chiến tranh Lạnh, cùng với Đức, Nhật Bản đã xây dựng hạm đội tàu ngầm phi hạt nhân được đánh giá hàng đầu thế giới với các tàu ngầm sở hữu công nghệ cao nên rất hiện đại. Quá trình thiết kế, đóng mới các tàu ngầm được phân chia giữa 2 nhà thầu quốc phòng hàng đầu là Mitsubishi Heavy Industries (MHI) và Kawasaki Heavy Industries (KHI), đều có trụ sở tại thành phố cảng Kobe.
Tokyo thường duy trì hoạt của các tàu ngầm theo chu kỳ 20 năm. Các lớp tàu ngầm mới được chế tạo dựa trên lớp tiền nhiệm với những cập nhật và nâng cấp về công nghệ. Lớp Soryu được đóng mới dựa trên tàu ngầm lớp Oyashio. Hai lớp tàu ngầm này đang hình thành xương sống lực lượng tác chiến dưới nước của Nhật Bản.
Khi thiết kế tàu ngầm lớp Soryu, kinh nghiệm khác thác sử dụng và sử dụng tác chiến trong các khu vực với điều kiện khí hậu khác nhau của đại dương đối với các tàu ngầm thuộc lớp Oyashio cũng như thông tin về lực lượng tàu ngầm có mặt trong trang bị hải quân hàng loạt quốc gia đã được JMSDF phân tính và tính toàn một cách toàn diện.
Tàu ngầm lớp Soryu có lượng choán nước lớn nhất trong biên chế hạm đội tàu ngầm Nhật Bản, 2.900 tấn (khi nổi) và 4.200 tấn (khi lặn). Tàu dài 84m, rộng 9,1m, mớn nước 8,5m. Soryu có thể lặn sâu tối đa 500 m, phạm vi hoạt động 6.100 hải lý. Soryu có mức độ tự động hóa rất cao, thủy thủ đoàn chỉ 56 người cùng 9 sĩ quan, giảm 10 người so với tàu ngầm lớp Harushio những năm 1990. Tàu ngầm lớp Soryu được sử dụng cho nhiệm vụ tiêu diệt các tàu ngầm và tàu nổi của địch, bảo vệ căn cứ hải quân, các tuyến giao thông liên lạc gần bờ và trên đại dương, giải quyết các nhiệm vụ trinh sát, tuần tra....
Tàu được thiết kế hình giọt nước với một cánh lái ở đuôi tàu hình chữ X và một trục chân vịt đơn lớn. 2 bên tháp chỉ huy được thiết kế 2 cánh ổn định, Cánh lái hình chữ X giúp tàu tăng khả năng cơ động và hoạt động tốt hơn ở sát đáy biển. Ngoài ra, thiết kế này cũng giúp tối đa hóa không gian cơ động của tàu ở vùng biển nông và gần bờ, đặc biệt là ở các eo biển bên trong và xung quanh Nhật Bản – đây là những khu vực nhạy cảm về quân sự.
Thân tàu làm bằng thép cường độ cao và được chia thành 8 khoang kín nước. Các khoang được ngăn cách bởi vách ngăn bên trong lớp vỏ kép có tác dụng điều hoà áp suất, tăng khả năng sống sót cho tàu lên rất nhiều, thậm chí với một khoang và hai két liền kề bị ngập nước, tàu vẫn có khà năng hoạt động bình thường. Hệ thống chì huy và hệ thống điều khiển hoả lực được bố trí trong phòng điều khiển chính, phòng này tách biệt với các khoang khác.
Để giảm bớt dấu hiệu bộc lộ âm thanh, các cửa xả nước được bố trí cách xa phần thân tàu phía mũi và thân tàu được phủ một lớp bảo vệ bằng cao su để hấp thu sóng âm, làm giảm thiểu và chệch tín hiệu dội lại của thiết bị dò tìm đối phương. Lớp vỏ này cũng làm giảm tiếng ồn do tàu ngầm phát ra, do đó làm giảm khoảng cách bị phát hiện bởi sona thụ động của đối phương.Nội thất của tàu được thiết kế với khả năng cách âm tốt nhằm ngăn âm thanh từ các hoạt động bên trong tàu lọt ra ngoài.

Sự tăng cường hiệu quả của hệ thống quạt và điều hòa không khí đảm bảo việc khai thác sử dụng tàu trong các khu vực khác nhau trên đại dương và điều kiện thuận lợi cho thủy thủ đoàn. Trong thành phần các hệ thống chung của tàu có: lặn và nổ, tiêu (thoát) nước, hệ thống mớn nước, không khí (cao áp, trung áp và thấp áp), bơm hơi khẩn cấp, bánh lái tàu thủy lực, nhiên liệu chữa cháy, thoát nước thải.... Phần lớn đều là các hệ thống là tự động, được điều khiển từ phòng điều khiển chính và từ các khoang tại chỗ. 

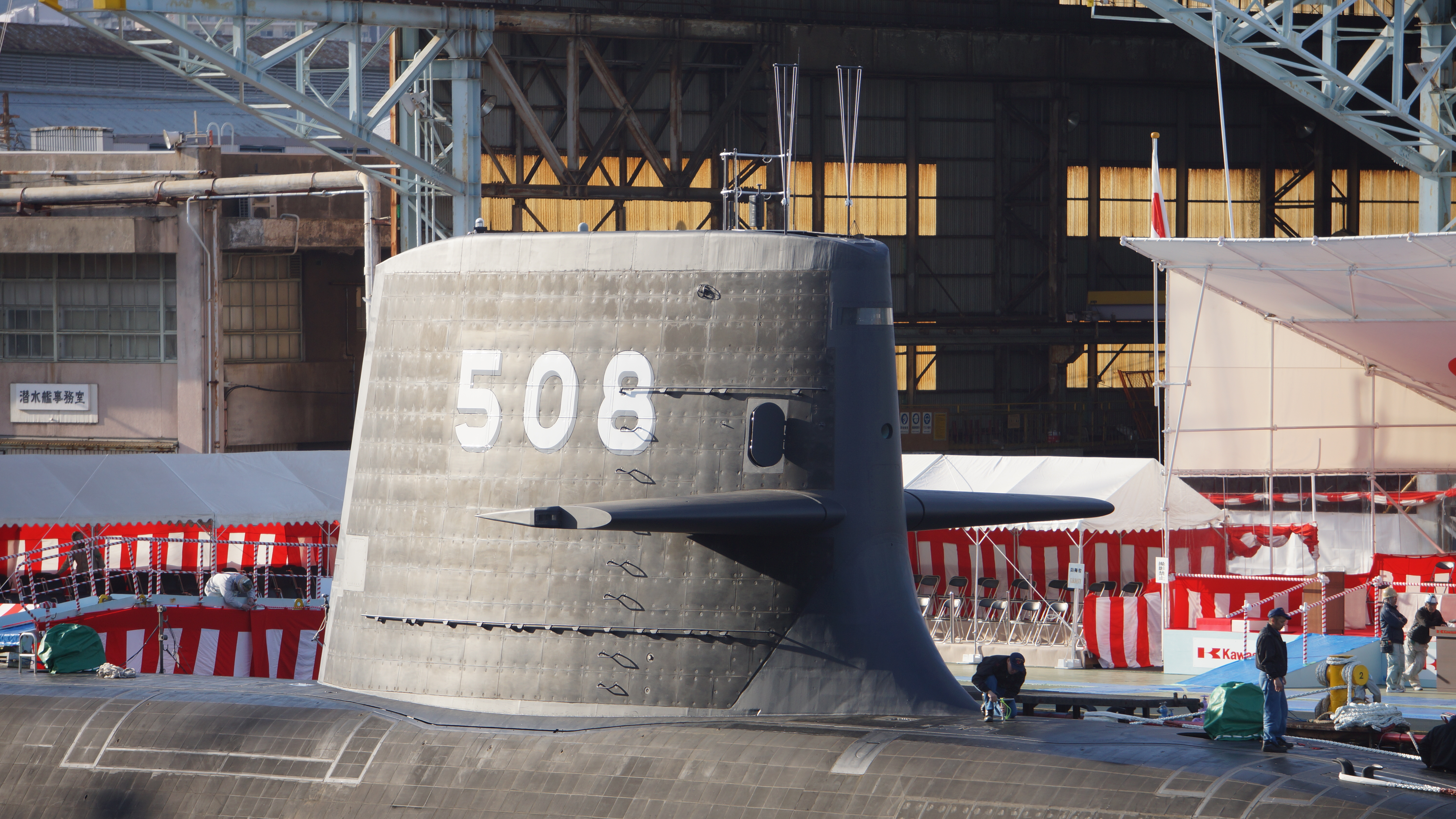
2 cánh ổn định bố trí 2 bên tháp chỉ huy.
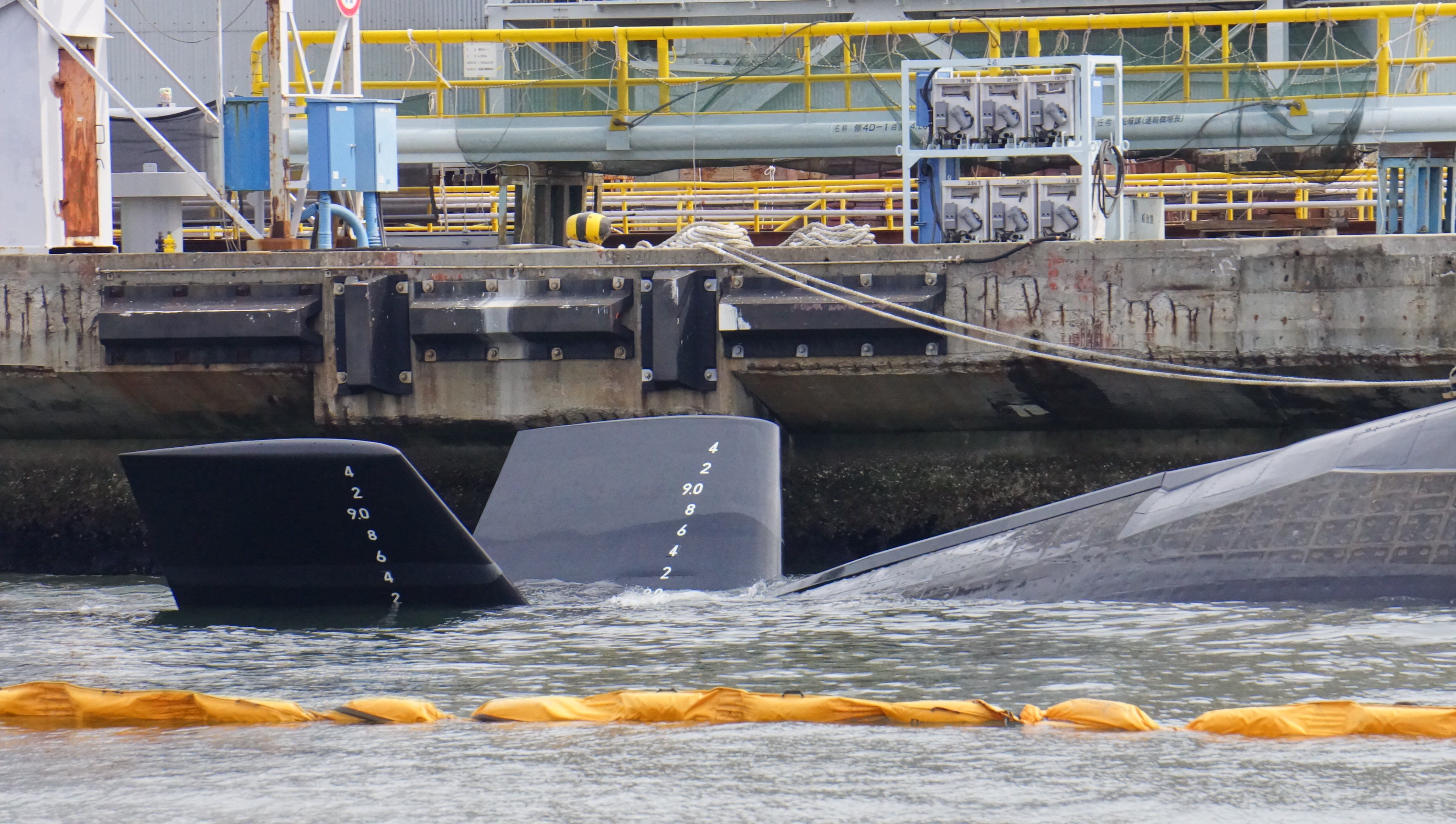
Cánh lái hình chữ X ở đuôi tàu.
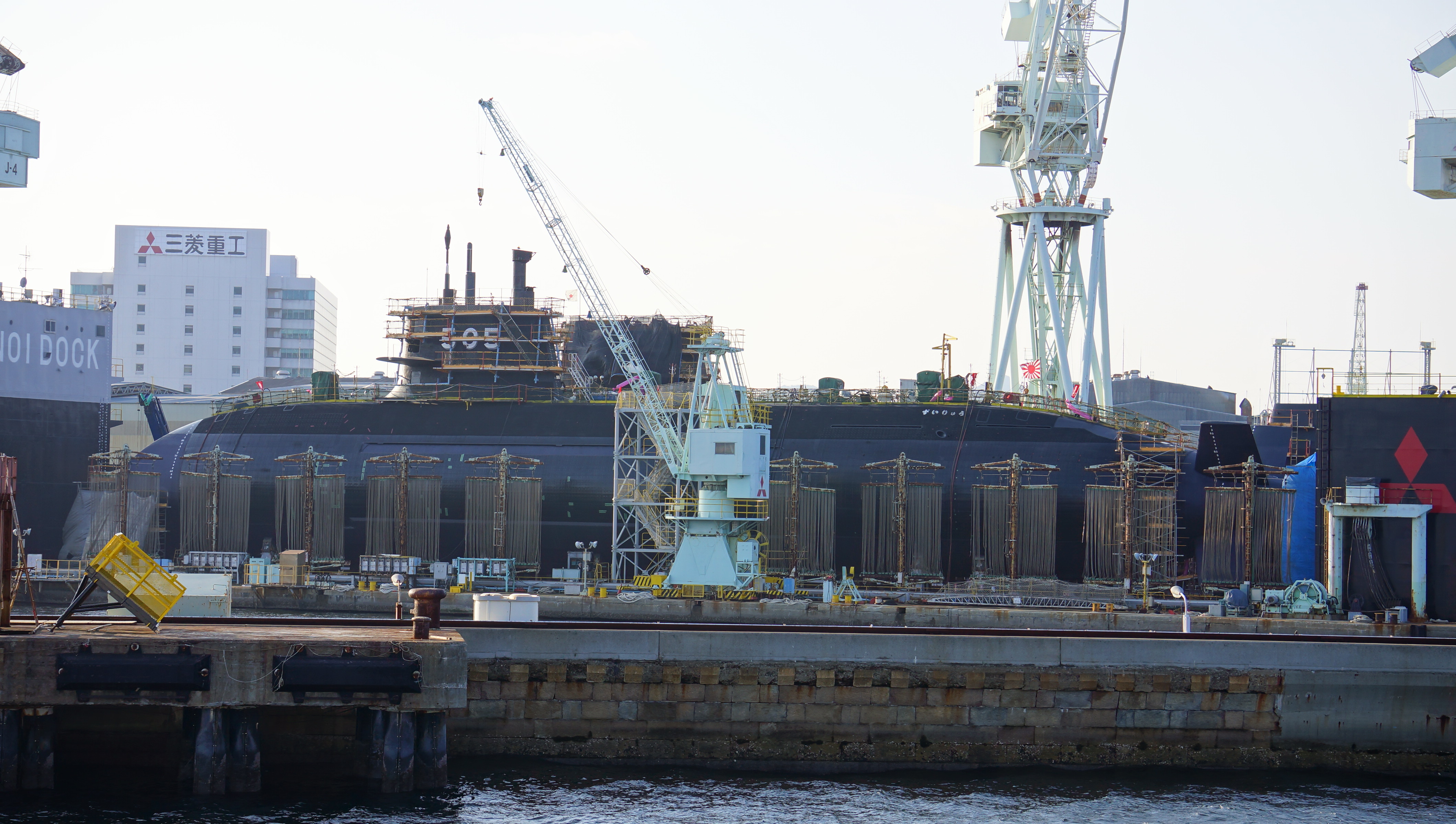
JS Zuiryū (SS-505) trong quá trình đóng mới tại Nhà máy đóng tàu Kobe.

## Hệ thống điện tử

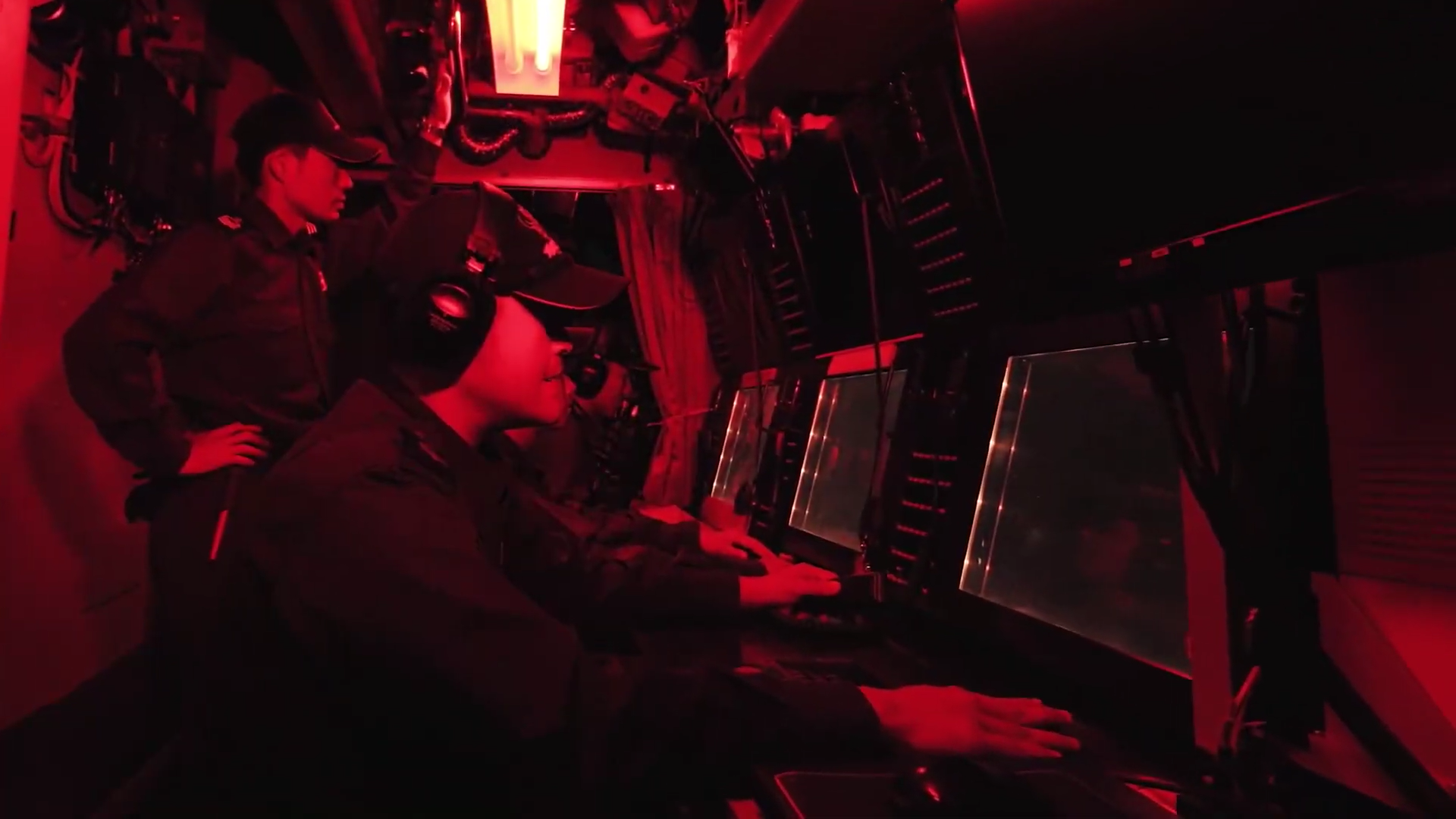
Bên trong phòng điều khiển của tàu ngầm lớp Soryu.

Tàu ngầm lớp Soryu được trang bị hệ thống định hướng chiến đấu ZQX-11 (TDS) đa năng rất hiệu quả. Trung tâm của hệ thống là máy tính điều khiển tốc độ cao OYX-1 do Nhật tự sản xuất trong nước. ZQX-11 bao gồm 6 trạm làm việc được kết nối với các hệ thống cảm biến bằng cáp quang. Các trạm làm việc được trang bị các màn hình LCD để hiển thị các ảnh mà các cảm biến thu được, các cần điều khiển và bàn phím để điều khiển các cảm biến. Dòng ảnh được ghi lại vào băng hoặc CD để phân tích hoặc làm dữ liệu.
Bằng cách tập hợp tất cả các thông tin thu nhận từ hệ thống cảm biến, thông tin hành trình, và thậm chí là thông tin được chuyển từ các đơn vị khác của JSDF, OYX-1 sẽ tự động xử lý dữ liệu tình báo, nhận dạng tình huống, xác định tọa độ mục tiêu để tấn công, tổ chức tác chiến và truyền lệnh trực tiếp tới từng thiết bị phòng thủ hay tấn công. Hệ thống ZQX-11 được thiết kế dưới dạng các module mở cho phép tạo sự linh hoạt cao trong hoạt động tác chiến và dễ dàng tiến hành các công tác sửa đổi và nâng cấp trong tương lai.
Về khí tài điện tử, tàu  được trang bị hệ thống định vị thủy âm đa chức năng Hughes/Oki ZQQ-7 (ZQQ-7B trên tàu thứ hai trở đi), hệ thống thông tin vô tuyến, hệ thống thông tin điều khiển tác chiến ZYQ-31 (C2T), hệ thống hàng hải và kính tiềm vọng quang điện tử CMO10 do Mitsubishi Electric Corporation (MEC) sản xuất theo giấy phép của Thales UK Ltd, Anh. Về cơ bản, ZQQ-7 tương tự như ZQQ-6, với một sonar ở mũi, 4 cụm sonar ở 2 bên sườn, sử dụng làm nhiệm vụ dẫn đường, định hướng, phát hiện mìn và chống tàu ngầm đối phương. Ở đuôi tàu là một sonar dạng mảng kéo thụ động hoạt động trên tần số thấp LFA (100–500 Hz) cho phép phát hiện các mục tiêu phía sau. Các hệ thống sonar hình cầu được đặt trong một vòm bảo vệ kín, tách rời khỏi các khoang trên tàu, giảm tối thiểu nhiễu thủy âm khi sonar hoạt động.
Trên tàu còn được lắp radar định vị nhận dạng và theo dõi mục tiêu mặt nước ZPS-6F cho phép cung cấp các thông tin về các tình huống dưới nước và trên không, làm nhiệm vụ an toàn hàng hải. Các thiết bị tác chiến điện tử gồm hệ thống tác chiến điện tử ZLR-3-6 chống gây nhiễu, hệ thống phóng mồi bẫy đánh lừa vũ khí dẫn đường âm thanh, radar cảnh báo sớm và thiết bị dò hướng. Các hệ thống khí tài này đã cho tàu có khả năng toàn diện: Phát hiện sớm mục tiêu, tấn công mạnh mẽ, cơ động nhanh chóng và phòng ngự tránh đòn phản công.

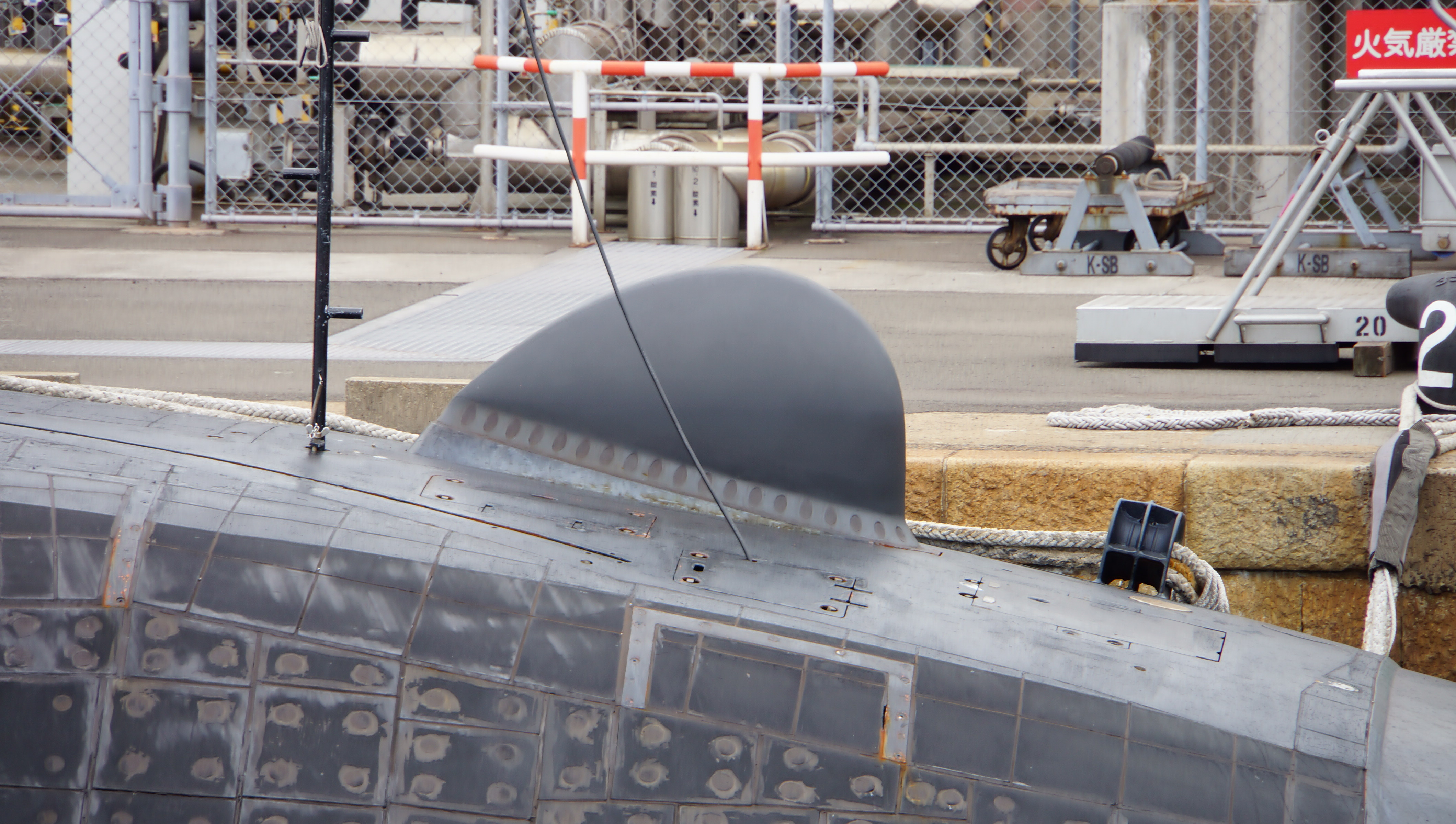
Sonar của hệ thống ZQQ-7 .
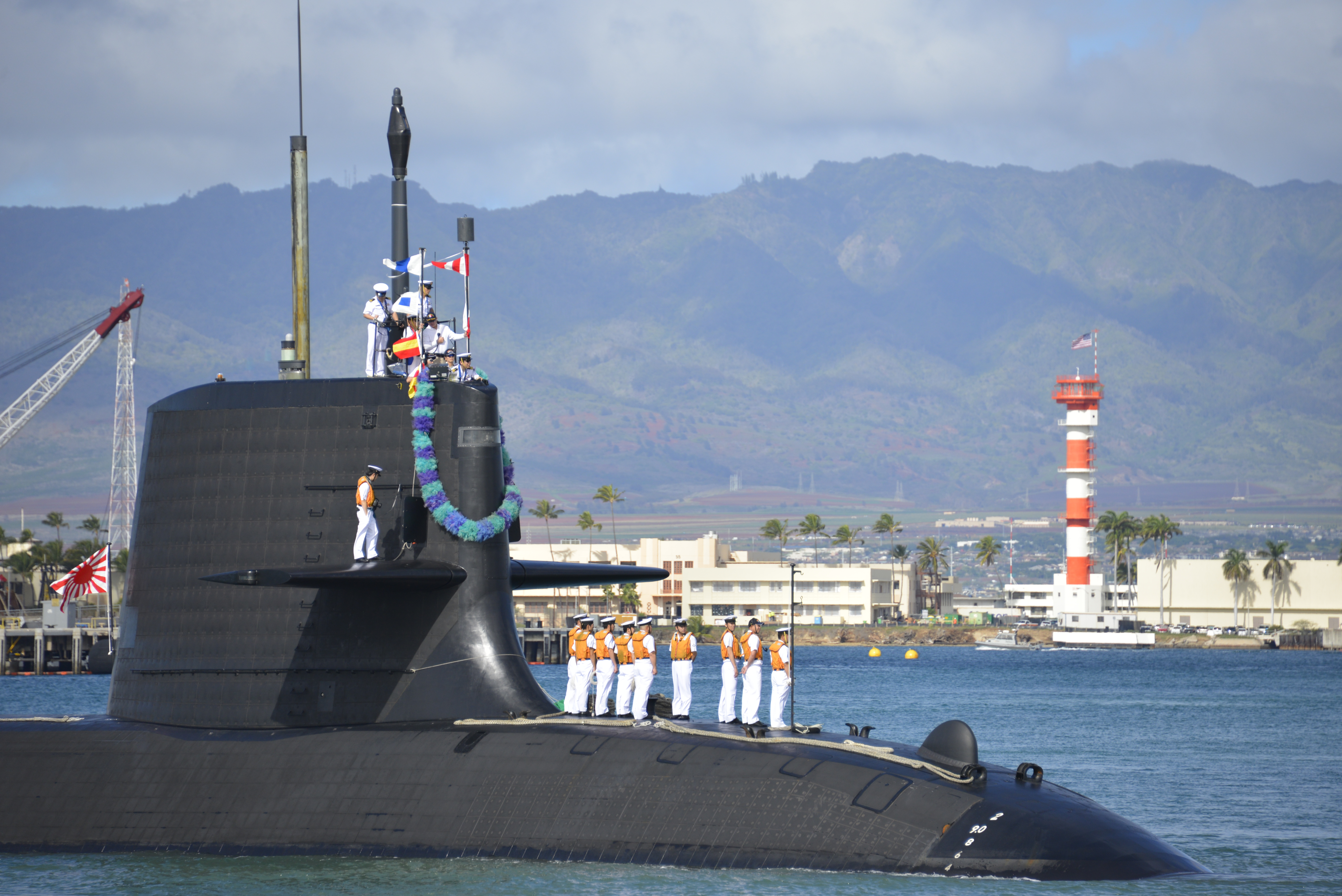
Kính tiềm vọng quang điện tử Thales CMO10.
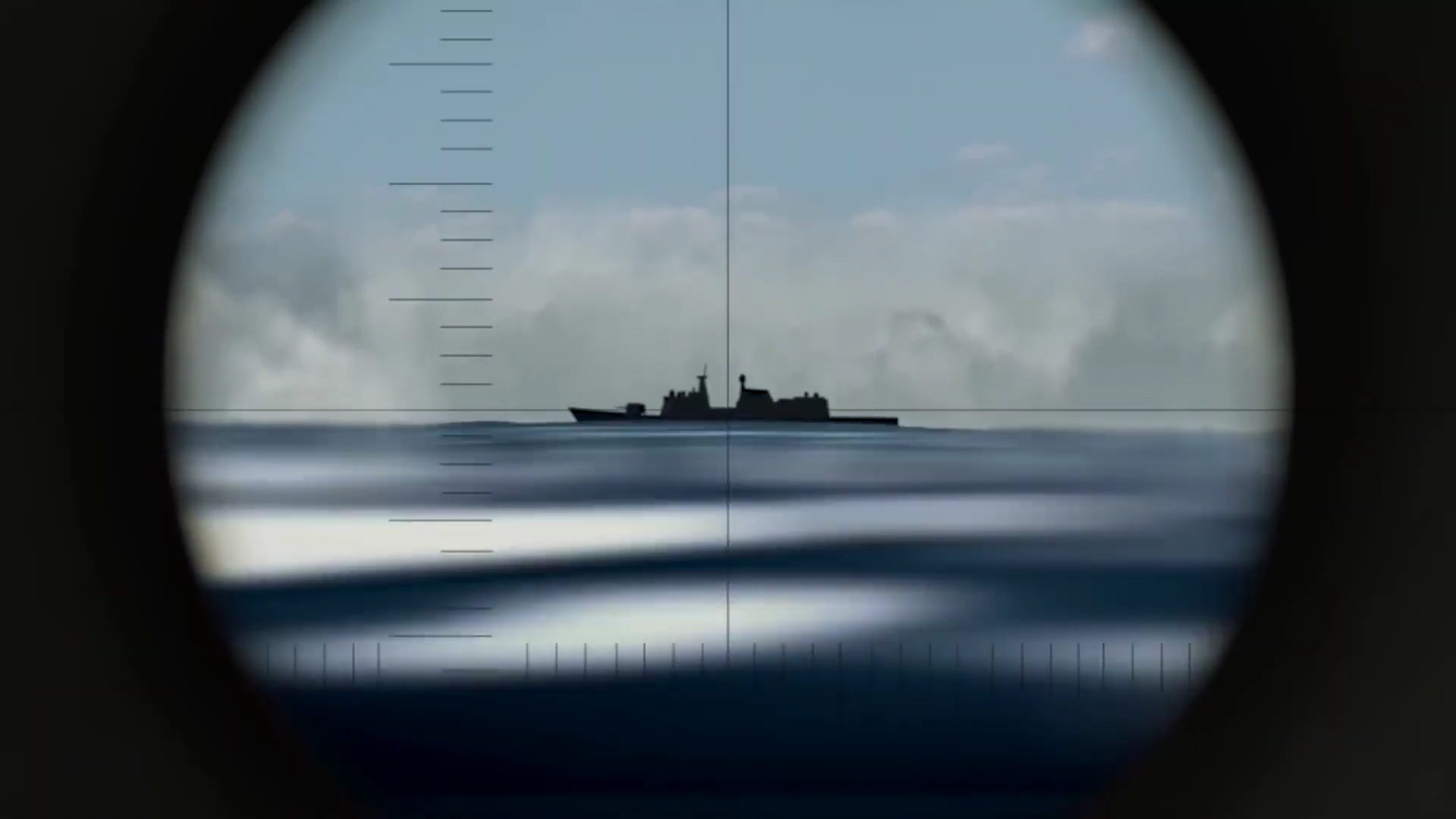
Hình ảnh nhìn từ kính tiềm vọng quang điện tử Thales CMO10.
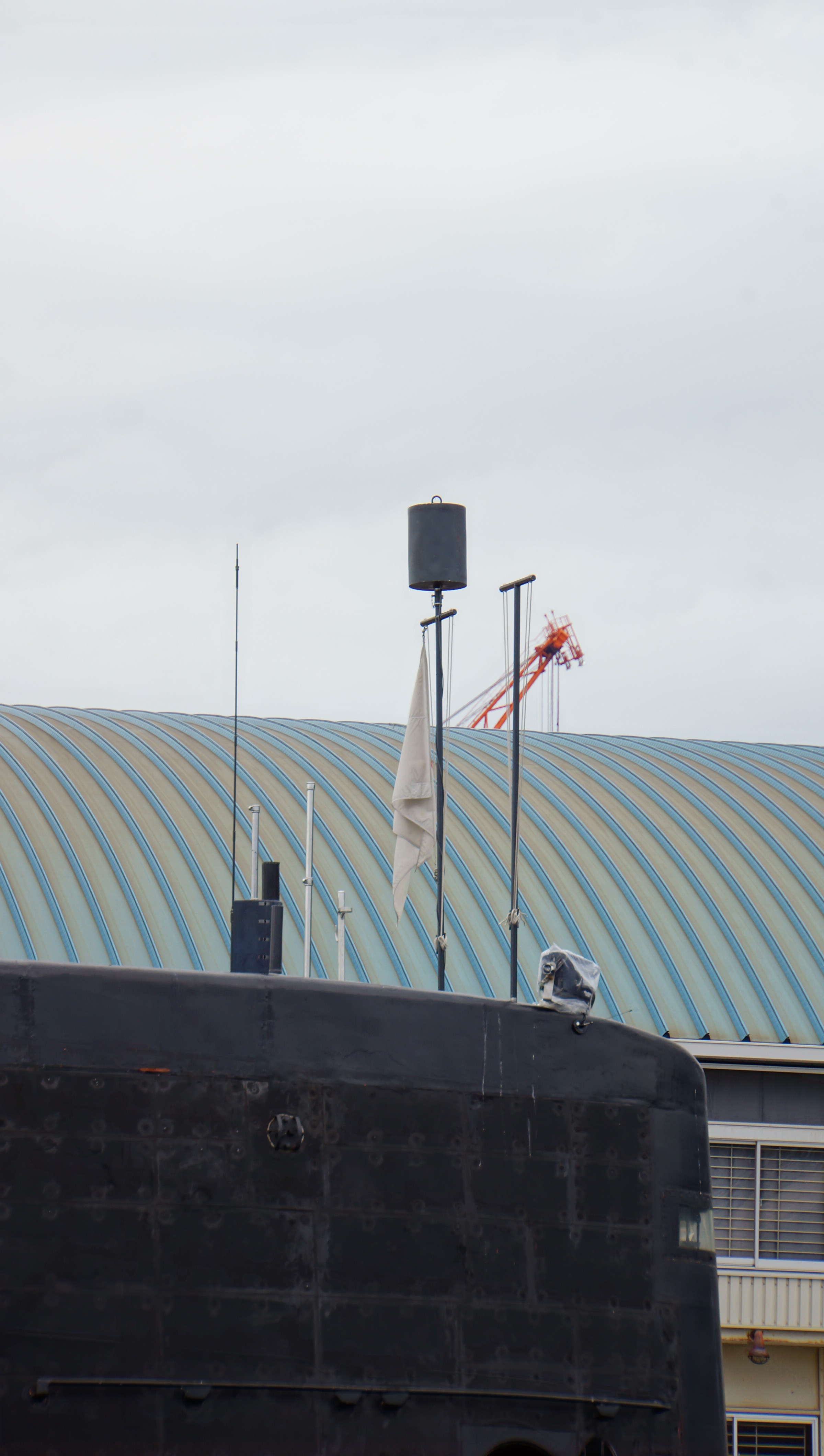
Radar định vị nhận dạng và theo dõi mục tiêu mặt nước ZPS-6F.

## Hệ thống vũ khí
Vũ khí chính của Soryu là 6 ống phóng lôi HU-606 533mm ở phía trước mũi tàu, được bố trí thành dãy, 2 ở phía trên và 4 ở phía dưới. Tất cả các ống phóng này đều có thể phóng ngư lôi và rải thủy lôi. 2 ống phóng phía trên có thể được sử dụng để phóng tên lửa hành trình chống hạm UGM-84 Harpoon. Tàu có thể mang theo 30 ngư lôi Type 89 gồm 6 quả được bố trí trong ống phóng và 24 quả đặt trên giá, trong đó, sau khi phóng, hệ thống sẽ tự động nạp đạn mới. Việc nạp đạn được thực hiện trong 15 giây. Toàn bộ các thiết bị ngư lôi và hệ thống phục vụ của chúng có thể bắn theo loạt với độ sâu chiến dịch – chiến thuật và ngầm (tiềm vọng). Ngoài ra, ống phóng lôi còn có thể được sử dụng để rải thủy lôi với cơ số lên tới 24 quả (trường hợp tàu không mang ngư lôi). 

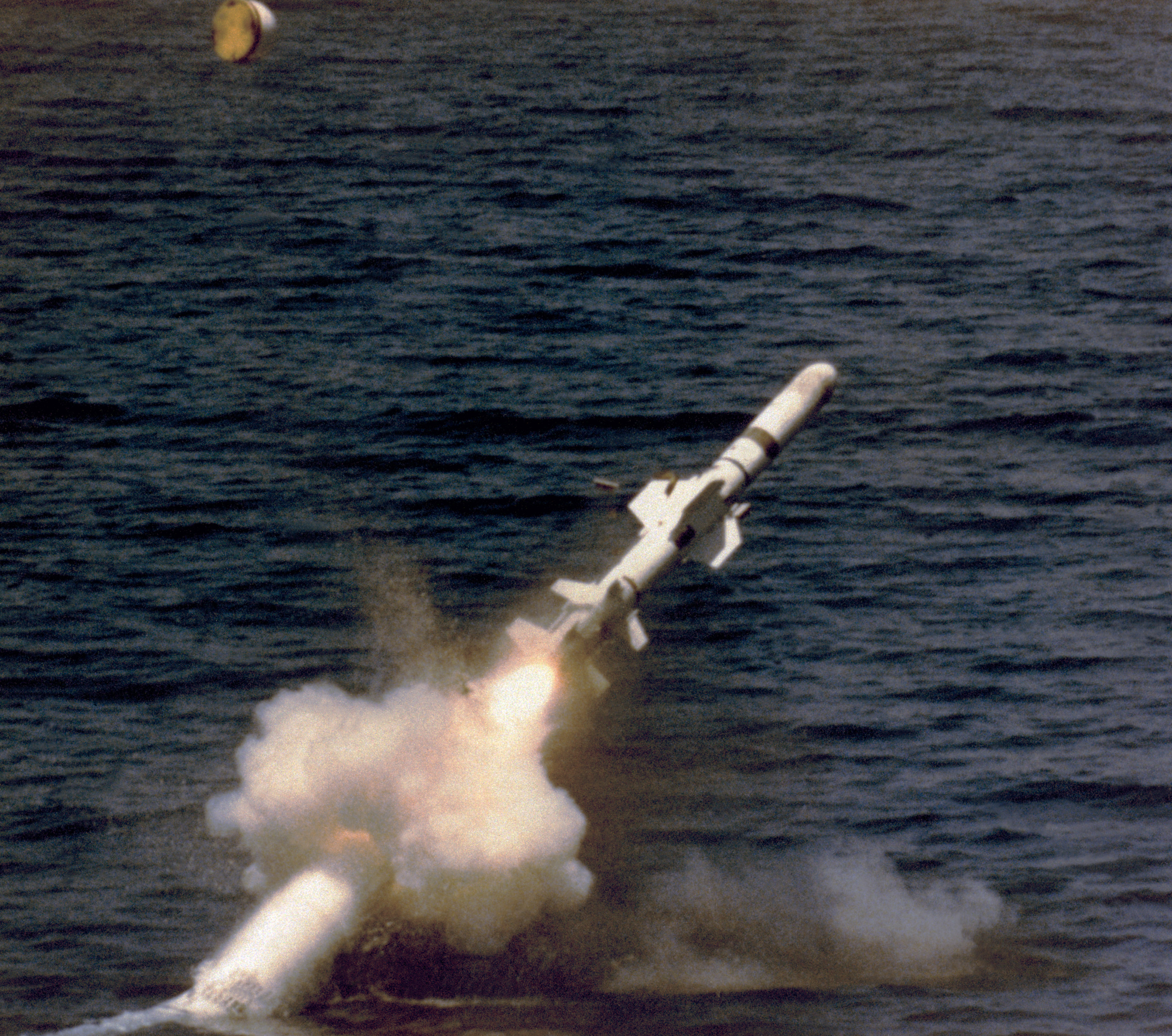
Tên lửa chống hạm UGM-84 Sub-Harpoon
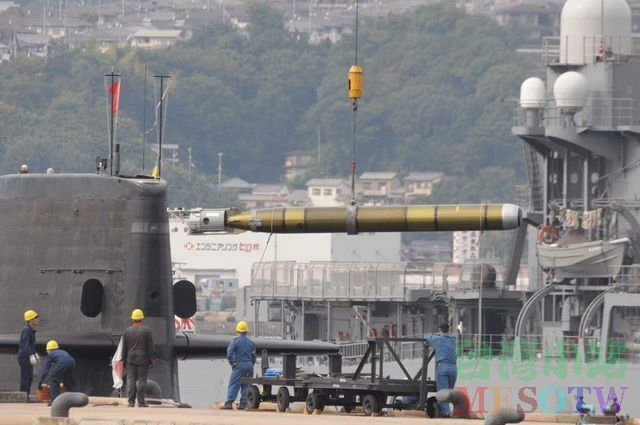
Ngư lôi Type 89

### Ngư lôi Type 89
Type 89 là ngư lôi do Viện Nghiên cứu và Phát triển kỹ thuật Nhật Bản (TRDI) thiết kế và Mitsubishi Heavy Industries sản xuất năm 1989. Nó được thiết kế để đánh chìm các tàu chiến có tốc độ cao khả năng linh hoạt cũng như phá hủy tàu ngầm ở các vùng nước sâu. Type 89 có thể được dẫn hướng từ tàu ngầm bằng dây gắn trên ngư lôi. Chúng cũng có các sensor chủ động hoặc bị động riêng đặt trên ngư lôi để tiến hành dò tìm mục tiêu, thực hiện quy trình bám và tấn công mục tiêu. Type 89 được thiết kế để có thể phát nổ bên dưới keel tàu (sống tàu) để xé toạc tàu làm đôi, khiến tàu mất hoàn toàn khả năng chiến đấu, trong trường hợp nó bỏ qua mục tiêu, nó có thể tiếp tục quay lại dò tìm. Ngư lôi hạng nặng Type 89 nặng 1,5 tấn, dài 5,79m, lắp đầu đạn nặng 295 kg, đạt tốc độ hành trình 55 hải lý/h. Đặc biệt, Type 89 có thể bắn mục tiêu ở độ sâu tối đa 900m, tầm bắn 38 km (dẫn đường thụ động) hoặc 50 km (dẫn đường chủ động).

### Tên lửa chống hạm UGM-84 Sub-Harpoon
Harpoon là hệ thống tên lửa chống hạm hoạt động trong mọi thời tiết, Tên lửa này có khả năng phóng từ tàu nổi, tàu ngầm, bờ biển hoặc máy bay với tầm bắn tối đa 124 km. Phiên bản tiêu chuẩn AGM-84 được trang bị hai động cơ, động cơ rocket nhiên liệu rắn hoạt động trong giai đoạn phóng, khi tên lửa đạt trạng thái ổn định, hết nhiên liệu động cơ sẽ tự tách bỏ. Ở giai đoạn bay chính, tên lửa dùng động cơ turbine phản lực cánh quạt đẩy. Tên lửa tích hợp hệ thống định vị vệ tinh GPS và hệ thống dẫn đường quán tính; ở giai đoạn cuối, tên lửa sẽ kích hoạt hệ thống radar. Phiên bản UGM-84 có thông số và tính năng tương đương của phiên bản tiêu chuẩn AGM-84 với chiều dài 4,6m, đường kính thân 0,34m, trọng lượng khi phóng 691 kg, đầu đạn thuốc nổ mạnh nặng 222 kg. Đạn tên lửa UGM-84 được lắp tầng đẩy tăng cường và phóng qua ống phóng ngư lôi 533mm.

## Hệ thống truyền động
Trong giai đoạn 1991-1997, Viện Nghiên cứu và Phát triển kỹ thuật Nhật Bản (TRDI) đã tiến hành nhập khẩu động cơ Stirling Kockums 4V-275R MkII Stirling do Saab Kockums AB có trụ sở tại Thụy Điển sản xuất. Stirling là loại động cơ nhiệt hoạt động bằng cách nén vòng oxy lỏng và nhiên liệu diesel. Chính sự chênh lệch về nhiệt độ và áp suất giữa 2 xy lanh tạo nên chu trình khép kín nén và xả. Hệ thống đẩy không phụ thuộc không khí Kockums Stirling trên tàu giúp giảm nhu cầu sạc ắc-quy thường xuyên và tăng khả năng chịu đựng khi lặn của tàu ngầm. Hệ thống này đã được các kỹ sư thuộc TRDI lắp đặt và vận hành thử nghiệm trên thân tàu mô hình trên mặt đất.
Năm 1999, KHI đã sản xuất thành công 2 động cơ Stirling Model V4-275R MkII đầu tiên theo giấy phép của Saab Kockums AB. Từ năm 2000 đến năm 2001, JMSDF đã tiến hành cải tạo lớn tàu JS Asashio (SS-589) lớp Harushio để lắp đặt thử nghiệm các hệ thống động cơ AIP do KHI sản xuất. Thử nghiệm xác minh hiệu suất được hoàn thành vào năm 2001 và thử nghiệm khả năng hoạt động đầy đủ của hệ thống được thực hiện vào năm 2002. Năm 2004, JMSDF chính thức thông qua chương trình lắp đặt hệ thống Sterling AIP cho lớp tàu ngầm mới của lực lượng này.
Hiện nay, Soryu được trang bị một hệ thống động cơ diesel-điện bao gồm 2 động cơ diesel Kawasaki 12V 25 / 25SB và 4 động cơ đẩy không khí độc lập (Air-independent propulsion - AIP) Kawasaki / Kockums 4V-275R MkIII Stirling, nguồn ăc quy chì và 1 động cơ điện do Toshiba sản xuất. Hệ thống này cung cấp tổng công suất đầu ra là 2.900 kW khi nổi và 6.000 kW khi lặn. Soryu có thể lặn liên tục ít nhất 15 ngày, nếu lặn với tốc độ 4 hải lý/giờ thì có thể chạy liên tục 3 tuần.
Động cơ dẫn động cánh quạt thông qua một trục duy nhất. Tàu ngầm còn được lắp đặt bánh lái hình chữ X giúp tăng khả năng cơ động và hoạt động tốt hơn ở sát đáy biển. Cấu hình bánh lái hình chữ X ban đầu được Kockums phát triển cho các tàu lớp Gotland của Thụy Điển. Soryu có tầm hoạt động ước tính 6.100 hải lý (11.297 km) với tốc độ trên mặt nước tối đa 13 hải lý/giờ và tốc độ lặn 20 hải lý/giờ; độ sâu tối đa khi lặn khoảng 650 m.
Riêng hai tàu SS-511 Ōryū và SS-512Toryū, JMSDF đã tiến hành nâng cấp hệ thống động lực của tàu, động cơ AIP được loại bỏ, thay thế ăc quy chì-axit truyền thống cồng kềnh bằng loại ắc quy lithium-ion mới do GS Yuasa sản xuất. Ắc quy lithium-ion khá gọn nhẹ và có hiệu suất cao, giúp tàu ngầm có thể ở lâu hơn dưới lòng biển lẫn đủ năng lượng cho tàu di chuyển cực nhanh. Loại ắc-quy này được dùng nhiều trên máy bay Boeing 787 Dreamliner và từng gây cháy nổ vừa qua, nhưng các kỹ sư thuộc JMSDF bảo đảm chúng sẽ an toàn.
Lý do cơ bản khiến JMSDF không còn ưa chuộng động cơ AIP là loại động cơ này khiến tàu ngầm có thể ở liên tục dưới lòng biển tối đa 2 tuần nhưng tốc độ di chuyển khá chậm không thích hợp cho việc tấn công và thi hành các sứ mạng đặc biệt, ngoài ra chi phí bảo trì bảo dưỡng cũng rất tốn kém. Tàu ngầm trang bị nguồn ắc quy Lithium-ion sẽ giúp tàu hoạt động lâu dưới lòng biển, chạy nhanh hơn, thời gian bảo dưỡng cũng ít hơn. Chi phí bảo trì bảo dưỡng ắc quy Lithium-ion cũng rẻ hơn.

## Danh sách
| Số hiệu | Tên                 | Đặt lườn             | Hạ thủy                  | Đưa vào biên chế         | Nơi đóng                    | Đóng quân | Chú thích |
| ------- | ------------------- | -------------------- | ------------------------ | ------------------------ | --------------------------- | --------- | --- |
| SS-501  | Sōryū そうりゅう    | 31 tháng 3 năm 2005  | Ngày 5 tháng 12 năm 2007 | 30 tháng 3 năm 2009      | Mitsubishi Heavy Industries | Kure      | |
| SS-502  | Unryū うんりゅう    | 31 tháng 3 năm 2006  | 15 tháng 10, 2008        | Ngày 25 tháng 3 năm 2010 | Kawashaki Heavy Industries  | Kure      | Được trang bị hệ thống định vị thủy âm ZQQ-7B.                                                                  |
| SS-503  | Hakuryū は くりゅう | 6 tháng 2 năm 2007   | 16 tháng 10 năm 2009     | 14 tháng 3 năm 2011      | Mitsubishi Heavy Industries | Kure      | Được trang bị hệ thống định vị thủy âm ZQQ-7B.                                                                  |
| SS-504  | Kenryū けんりゅう   | 31 tháng 3 năm 2008  | 15 tháng 11 năm 2010     | 16 tháng 3 năm 2012      | Kawashaki Heavy Industries  | Kure      | Được trang bị hệ thống định vị thủy âm ZQQ-7B.                                                                  |
| SS-505  | Zuiryū ずいりゅう   | 16 tháng 3 năm 2009  | 20 tháng 10 năm 2011     | 6 tháng 3 năm 2013       | Mitsubishi Heavy Industries | Yokosuka  | Được trang bị hệ thống định vị thủy âm ZQQ-7B.                                                                  |
| SS-506  | Kokuryū こくりゅう  | 21 tháng 1 năm 2011  | 31 tháng 10 năm 2013     | 9 tháng 3 năm 2015       | Kawashaki Heavy Industries  | Yokosuka  | Được trang bị hệ thống định vị thủy âm ZQQ-7B.                                                                  |
| SS-507  | Jinryū じんりゅう   | 14 tháng 2 năm 2012  | 8 tháng 10 năm 2014      | 7 tháng 3 năm 2016       | Mitsubishi Heavy Industries | Kure      | Được trang bị hệ thống định vị thủy âm ZQQ-7B và thiết bị liên lạc vệ tinh mới.                                 |
| SS-508  | Sekiryū せきりゅう  | 15 tháng 3 năm 2013  | 2 tháng 11 năm 2015      | 13 tháng 3 năm 2017      | Kawashaki Heavy Industries  | Kure      | Được trang bị hệ thống định vị thủy âm ZQQ-7B, thiết bị liên lạc vệ tinh mới và hệ thống tác chiến điện tử mới. |
| SS-509  | Seiryū せいりゅう   | 22 tháng 10 năm 2013 | 12 tháng 10 năm 2016     | 12 tháng 3 năm 2018      | Mitsubishi Heavy Industries | Yokosuka  | |
| SS-510  | Shōryū しょうりゅう | 28 tháng 1 năm 2015  | 6 tháng 11 năm 2017      | 18 tháng 3 năm 2019      | Kawashaki Heavy Industries  | Kure      | |
| SS-511  | Ōryū おうりゅう     | 16 tháng 11 năm 2015 | 4 tháng 10 năm 2018      | 5 tháng 3 năm 2020       | Mitsubishi Heavy Industries | Kure      | Sử dụng loại ắc quy lithium-ion mới thay cho loại ắc quy chì-axit truyền thống.                                 |
| SS-512  | Tōryū とうりゅう    | 27 tháng 1 năm 2017  | 6 tháng 11 năm 2019      | 24 tháng 3 năm 2021      | Kawashaki Heavy Industries  | Yokosuka  | Sử dụng loại ắc quy lithium-ion mới thay cho loại ắc quy chì-axit truyền thống.                                 |